# Механизација
Механизација је једна етапа у процесу развитка производње, управљања и руковођења обиљежена замјеном људског и животињског рада са радом машина. Увођење механизације је повећало производне способности људске врсте и убрзало напредак. Ово је подигло животни стандард и свеопшти просперитет. Међутим, појавили су се и проблеми вишка радне снаге, загађења, и други, што је доводило до многих криза и проблема у прошлости.
Механизација индустрије је био први услов за индустријализацију. Ово је довело до сталног усавршавања машина и аутоматизације радних операција. У литератури се понекад разликују двије етапе: прва је замијенила рад људских мишића, а друга са појавом електронике и рачунара, је у стању да замијени човјека на свим тешким, прљавим и репетитивним пословима. Развој је укратко ишао од алата и направа преко машина и инструмената до машинских постројења и индустријских система, гдје су поједине машине само подсистеми укупног система.
Механизација пословања је имала великог утицаја на обављање задатака управљања предузећима. Подаци се уносе, чувају и обрађују електронским путем, и читав систем наручивања, инвентара, продаје и развоја је често аутоматизиран у већем дијелу. Овај процес је текао од писаних докумената, преко бушених картица и табулатора, до електронских рачунара. Војна механизација је радила на сталном побољшању убојних средстава и оружја, покретљивости јединица, и побољшању веза и командовања. Ово је ставило императив на стално усавршавање система и знања, да би се остало на нивоу противника.
У неким областима механизација укључује употребу ручног алата. У савременој употреби, као што је инжењеринг или економија, механизација подразумева машине сложеније од ручних алата и не укључује једноставне уређаје као што је млин на погон коња или магараца. Уређаји који доводе до промене брзине или промене у или из повратног у ротационо кретање, користећи средства као што су зупчаници, ременице или снопови и каишеви, погонска вратила, куглични механизми и курбле, обично се сматрају машинама. Након електрификације, када већина малих машина више није била ручно покретана, механизација је била синоним за моторизоване машине. Проширење механизације производног процеса назива се аутоматизацијом и контролише се системом затворене петље у коме сензори обезбеђују повратну везу. У аутоматизованој машини рад различитих механизама се обавља аутоматски.

## Историја

### Древна времена
Водени точкови датирају из римског периода и коришћени су за млевење житарица и подизање воде за наводњавање. Мехови на водени погон били су у употреби у високим пећима у Кини 31. године. До 13. века, водени точкови покретали су пилане и механичке чекиће, да би увукли тканину и лупали лан, а касније памучне простирке у целулозу за прављење папира. Механички чекићи су приказани како дробе руду у Де ре Металика (1555).
Сатови су били међу најсложенијим раним механичким уређајима. Произвођачи сатова су били важни развијачи машинских алата, укључујући машине за сечење зупчаника и шрафова, а такође су били укључени у математички развој дизајна зупчаника. Сатови су били неки од најранијих предмета масовне производње, почевши од 1830. године.
Побољшани дизајн зупчаника смањио је хабање и повећао ефикасност. Математички дизајни зупчаника развијени су средином 17. века. Француски математичар и инжењер Дезарг дизајнирао је и конструисао први млин са епициклоидним зубима око 1650. У 18. веку су у употребу ушли еволвентни зупчаници, други математички изведен дизајн. Еволутивни зупчаници су бољи за спајање зупчаника различитих величина него епициклоидни. Машине за сечење зупчаника ушле су у употребу у 18. веку.

### Индустријска револуција
Њукоменова парна машина је први пут коришћена за пумпање воде из рудника 1712. Џон Смитон је увео металне зупчанике и осовине на водене точкове средином до последње половине 18. века. Индустријска револуција је почела углавном са текстилним машинама, као што су џени за предење (1764) и водени оквир (1768).
Потражња за металним деловима који се користе у текстилним машинама довела је до проналаска многих алатних машина од касних 1700-их до средине 1800-их. Након раних деценија 19. века, гвожђе је све више замењивало дрво у зупчаницима и вратилима у текстилним машинама. Током 1840-их развијене су самоделне алатне машине. Машине су развијене за прављење ексера око 1810. Године 1801, патентирана је Фодринијерова машина за папир за континуалну производњу папира, истиснувши вековима стару ручну методу израде појединачних листова папира.
Један од првих механичких уређаја коришћених у пољопривреди била је сејалица коју је изумео Џетро Тал око 1700. Сејалица је омогућавала равномернији размак семена и дубине садње од ручних метода, повећавајући приносе и чувајући вредно семе. Године 1817, први бицикл је измишљен и коришћен у Немачкој. Механизована пољопривреда је у великој мери порасла крајем осамнаестог и почетком деветнаестог века са коњским жетелицама и машинама за вршидбу на коњски погон. Крајем деветнаестог века парна снага је примењена на вршидбу и појавили су се парни трактори. Унутрашње сагоревање је почело да се користи за тракторе почетком двадесетог века. Вршење и жетва су се првобитно обављали са прикључцима за тракторе, али су 1930-их у употреби били комбајни са независним погоном.
Средином до касног 19. века, хидраулички и пнеуматски уређаји су били у стању да покрећу различите механичке радње, као што су алати за позиционирање или радни комади. Шипови и парни чекићи су примери примене на тешке послове. У преради хране, пнеуматски или хидраулични уређаји могу покренути и зауставити пуњење лименки или флаша на транспортеру. Серво управљач за аутомобиле користи хидрауличне механизме, као и практично сва опрема за земљане радове и друга грађевинска опрема и многи додаци за тракторе. Пнеуматска (обично компримовани ваздух) снага се широко користи за рад индустријских вентила.

### Двадесети век
Почетком 20. века машине су развиле способност извођења сложенијих операција које су раније радили вешти мајстори. Пример је машина за прављење стаклених флаша развијена 1905. Она је заменила високо плаћене дуваче стакла и помоћнички дечији рад и довела до масовне производње стаклених флаша.